# Nationaal park John Forrest
Nationaal park John Forrest is een nationaal park in de Darling Scarp, 24 kilometer ten oosten van Perth in West-Australië. Het is het oudste nationaal park van West-Australië en het op een na oudste nationaal park van Australië.

## Geschiedenis
De Nyungah Aborigines zijn de oorspronkelijke bewoners van de streek. De beek 'Jane Brook' komt voor in hun droomtijdverhalen. De grote stenen op de oevers van de beek zouden de uitwerpselen zijn van de 'Waugal', de regenboogslang uit de aboriginesmythen.
In de jaren 1890 werd het gebied door de Eastern Railway, de spoorweg tussen Fremantle en Northam, door midden gesneden. Er werd twintig kilometer spoor van Bellevue tot Mt Helena aangelegd en vijf bruggen, een tunnel en twee stations gebouwd. In 1898 werd een deel van de Darling Scarp voorbehouden voor recreatie en natuurbehoud. Op 30 november 1900 werd door John Forrest bijna 13 vierkante kilometer tot natuurreservaat klasse A uitgeroepen en kreeg de naam Greenmount National Park.
Tijdens de crisis van de jaren 30 werden in het kader van tewerkstellingsprogramma's een aantal voorzieningen in het park gebouwd, waaronder rotstuinen, wandelpaden en een dam, de Jane Brook Dam, om een zwemvijver te creëren. Een aantal van de daaruit voortgekomen bouwsels werd later gerestaureerd. Eind jaren 1930 werd naar het park verwezen als 'het nationaal park'. Pas in 1947 werd het vernoemd naar de eerste premier van West-Australië, John Forrest.
Het nationaal park was van de jaren 1890 tot de jaren 1960, dankzij de spoorweg, een zeer populaire bestemming. Aanvankelijk was Hovea het dichtstbij gelegen spoorwegstation maar in 1936 werd het spoorwegstation Nationaal Park gebouwd. Tot 1966 reden de treinen door het park waarna ze over een alternatieve route door de vallei van de Avon werden geleid. De spoorweg werd opgebroken en vervangen door de 'Railway Reserves Heritage Trail', een wandel- en fietspad onderhouden door de Shire of Mundaring. In 1966 legde men een tweede dam aan, de Glen Brook Dam en in 1878-79 werd een taverne gebouwd.

## Geografie
Het park ligt aan de rand van de Darling Scarp, ten oosten van Perth en ten noorden van de Great Eastern Highway. In het westen wordt het park begrensd door Pechey Road en de voorstad Swan View. In het zuiden wordt het park begrensd door de Great Eastern Highway en de voorsteden Darlington en Glen Forrest. In het oosten begrenst de voorstad Hovea het nationaal park.
Er liggen tal van wandelpaden in het nationaal park John Forrest. Ze starten allemaal in de omgeving van de centrale picknickplaats nabij de Glen Brook-dam:
- Jane Brook Promenade (300 m lus)
- National Parks Falls Walk (2,5 km)
- Glen Brook Walk (2,2 km)
- Wildflower Walk (4,5 km)
- Christmas Tree Creek Walk (10,5 km)
- Eagle View Walk Trail (16 km)
- John Forrest Bridle Trail (15 km)

Ook de 'Railway Reserves Heritage Trail' loopt langs de Glen Brook-dam.
In het nationaal park bevinden zich enkele watervallen, de National Park Falls en de Hovea Falls, en de historische Swan View-tunnel uit 1894. De tunnel is 340 meter lang, het dak bestaat uit driehonderd dertigduizend bakstenen en werd door C.Y. O’Connor ontworpen.

## Fauna en Flora

### Fauna
Het park telt elf zoogdiersoorten, eenennegentig vogelsoorten, drieëntwintig reptielensoorten en tien kikkersoorten. Zeven vogelsoorten, vijf reptielensoorten en drie zoogdiersoorten zijn endemisch in het zuidwesten van West-Australië.
De zoogdieren zijn:
- westelijke grijze reuzenkangoeroe
- mierenegel
- geelvoetbuidelmuis
- Sminthopsis gilberti (*)
- gewone kortneusbuideldas
- voskoesoe
- buideleikelmuis
- slurfbuidelmuis (*)
- Irmawallaby (*)
- wallaroe
- zwartstaartbuidelmarter

De port-lincolnparkiet (B. z. semitorquatus), de roodkapparkiet, de grijsrugfluiter, de gouden fluiter, de roesthalshoningvogel, de witooghoningeter en de roze kaketoe komen voor in het park. De geeloograafkaketoe (Calyptorhynchus funereus funereus) en de roodoorastrild hebben extra bescherming nodig.
De Goulds varaan, Gehyra variegata en de Pogona minor minor leven in het park. De diamantpython heeft extra bescherming nodig. In en rond Jane Brook leven slangenhalsschildpadden en bruine boomkikkers.

### Flora
Het nationaal park bestaat voor de helft uit jarrah-oerbos. Er werden vierhonderdnegentig plantensoorten geteld. In 1987 werd door het parkpersoneel begonnen met de aanleg van een herbarium; in 1994 was reeds de helft van de plantensoorten in de verzameling opgenomen.
De hogere delen van het park worden gedomineerd door jarrah- en marribomen. In de valleien groeit 'flooded gum' (Eucalyptus rudis), 'swamp peppermint' (Taxandria linearifolia) en 'paperbark' (Melaleuca). Op de hellingen tussen de twee in groeit Eucalyptus wandoo en Eucalyptus accedens. Kleinere bomen die op de hellingen voorkomen zijn de Banksia grandis, de Casuarinaceae en de 'snottygobble' (Persoonia). De ondergroei bestaat uit Calothamnus, Hakea, Grevillea, Dryandra, Pimelea, zonnedauw, acacia, kangaroo paw en Lechenaultia biloba.
Het nationaal park maakt deel uit van het Bush Forever-project.

### Bedreigingen
Wortelrot, 'dieback' genoemd in Australië, en dan voornamelijk Phytophthora cinnamomi, is al zeventig jaar aanwezig in het nationaal park.
Eucalyptusbossen zijn zeer brandgevoelig. Om uitslaande bosbranden na blikseminslagen tegen te gaan wordt de ondergroei en ander brandbaar materiaal tijdig door gecontroleerde branden verwijderd.
Exoten zoals vossen, wilde katten, zwarte ratten, everzwijnen, konijnen, wilde geiten, lachvogels en parelhalstortels verdringen de inheemse fauna en flora. Ze zijn vermoedelijk de oorzaak van de verminderde aantallen van kleine inheemse zoogdieren zoals de geelvoetbuidelmuis en de Sminthopsis gilberti. De spoorweg heeft exotische planten en (on)kruiden met zich mee gebracht.
In het nationaal park John Forrest geldt het Leave no Trace-principe.

## Klimaat
Het park kent een mediterraan klimaat met karakteristieke hete droge zomers en koele vochtige winters.
De gemiddelde maximale temperaturen variëren tussen 30,8 °C in februari en 15,4 °C in juli. De maandelijkse gemiddelde neerslag varieert van 12 mm in januari tot 217 mm in juli.
Alexander Morrison · 
Avon Valley · 
Badgingarra · 
Bandiln͟gan (Windjana Gorge) · 
Beelu · 
Boorabbin · 
Brockman · 
Cape Arid · 
Cape Le Grand · 
Cape Range · 
Cliff Spackman · 
Collier Range · 
Dan͟ggu · 
D'Entrecasteaux · 
Dimalurru (Tunnel Creek) · 
Drovers Cave · 
Drysdale River · 
Eucla · 
Fitzgerald River · 
Francois Peron · 
Frank Hann · 
Gloucester · 
Goldfields Woodlands · 
Goongarrie · 
Gooseberry Hill · 
Greater Beedelup · 
Greenmount · 
Hassell · 
Hidden Valley · 
John Forrest · 
Kalamunda · 
Kalbarri · 
Karijini · 
Karlamilyi · 
Kennedy Range · 
Lawley River · 
Leeuwin-Naturaliste · 
Lesmurdie Falls · 
Lesueur · 
Millstream-Chichester · 
Mitchell River · 
Moore River · 
Mount Augustus · 
Mount Frankland · 
Mount Roe-Mount Lindesay · 
Nambung · 
Neerabup · 
Peak Charles · 
Porongurup · 
Purnululu · 
Scott · 
Serpentine · 
Shannon · 
Sir James Mitchell · 
Stirling Range · 
Stokes · 
Tathra · 
Torndirrup · 
Tuart Forest · 
Unnamed (Nr. 17519) · 
Unnamed (Nr. 46400) · 
Walpole-Nornalup · 
Walyunga · 
Warren · 
Watheroo · 
Waychinicup · 
Wellington · 
West Cape Howe · 
William Bay · 
Wolfe Creek Meteorite Crater · 
Yalgorup · 
Yanchep
Overzicht Nationale parken in:
 Australië · New South Wales · Noordelijk Territorium · Queensland · Zuid-Australië · Tasmanië · Victoria · West-Australië